# Jan Jacob Cassa
Jan Jacob Cassa (Den Haag, 27 juli 1894 - idem, 31 maart 1977) was een Nederlands politicus en zakenman. Hij was lid van de NSB en in het laatste oorlogsjaar burgemeester van Epe. In tegenstelling tot de meeste van zijn partijgenoten werkte hij niet (goed) samen met de Duitse bezetter, maar nam juist onderduikers in bescherming.

## Levensloop
Cassa werd geboren in Den Haag en volgde het lyceum in zijn geboortestad. Hij kwam te werken bij Gebrs. Stork & Co. Van 1912 tot 1914 was hij voor het bedrijf werkzaam in Zwitserland en van 1914 tot 1919 in Londen. In 1919 startte hij een eigen bedrijf en handelde vooral in rubber en ijzererts. Cassa keerde in 1933 terug naar Nederland en woonde eerst in Wapenveld en later Scheveningen.
De zakenman werd in 1935 lid van de NSB. Hij hoopte dat via deze beweging een grotere eenheid van het Nederlandse volk bereikt zou worden. Cassa werd direct getroffen door de oorlog toen hij in januari 1942 gedwongen moest vertrekken uit Scheveningen. De Duitsers waren bang voor een geallieerde inval vanaf zee en evacueerden alle bevolking langs de kust, om zo de handen vrij te hebben voor de bouw van de zogeheten Atlantikwall. Cassa verhuisde naar landgoed Het Hattem in Vaassen, waar zijn moeder woonde.
In Epe was op dat moment Isaäc Nicolaas Theodoor Diepenhorst burgemeester, maar deze had aan de secretaris-generaal van Binnenlandse Zaken en de Sicherheitspolizei laten weten dat hij niet wilde aanblijven als er op zijn medewerking voor de Arbeitseinsatz en de deportatie van Joden werd gerekend. Hierop werd besloten een nieuwe burgemeester te zoeken. Cassa werd op voordracht van een vriend gevraagd te solliciteren. Een NSB'er uit Epe die behoorde tot de harde kern schreef nog een brief aan NSB-voorman Anton Mussert dat Cassa een man was "die in geen enkel opzicht heeft meegeholpen aan de grote strijd". Ondanks deze bezwaarbrief werd Cassa op 9 februari 1944 benoemd als burgemeester.
Als burgemeester werkte Cassa de Duitse bezetter actief tegen. Zo liet hij bij een ophanden zijnde razzia de brandweer van Vaassen rond gaan met de brandspuit om de bevolking te waarschuwen. Hij was op de hoogte van de schuilplaats van meerdere onderduikers - zo zat er zelfs een onderduiker op Het Hattem - maar maakte van deze kennis geen verder gebruik. Toen een andere NSB'er een paar jachtgeweren vond die verstopt waren op de zolder van het gemeentehuis, droeg Cassa deze wel over aan de marechaussee, maar verzocht hun er verder geen werk van te maken om slachtoffers onder de ambtenaren te voorkomen. 
Een groot deel van de mannelijke bevolking van Epe werd in oktober 1944 opgeroepen om verdedigingswerken aan te leggen in het kader van Organisation Todt. Cassa ging naar Olst, waar de mannen aan het werk waren, en eiste dat ze mochten gaan. In plaats daarvan werd hij door de Duitsers zelf aan het werk gezet. 
Na de verdrijving van de Duitsers in april 1945 stelde Cassa zijn ambtsketen ter beschikking aan het gemeentehuis. In eerste instantie werd hij niet opgepakt, omdat daar op basis van zijn gedrag geen aanleiding toe was. Op 18 mei 1945 besloot de Politieke Opsporings Dienst (POD) hem alsnog te arresteren. Ondanks veel steunbetuigingen en ontlastende verklaringen van de Epese bevolking en zijn eigen ambtenaren zat Cassa meer dan een jaar vast. De POD wilde geen uitzondering maken ten opzichte van vergelijkbare gevallen. Het duurde tot januari 1947 voordat de oorlogsburgemeester definitief buiten vervolging werd gesteld. Wel werden hem een aantal burgerlijke rechten, zoals het beheer over zijn vermogen, voor de periode van tien jaar ontzegd.
Cassa verkocht in 1962 Het Hattem en verhuisde met zijn moeder naar Torremolinos in Spanje. Zijn moeder overleed daar in 1971. Zes jaar later overleed overleed hijzelf.

## Persoonlijk
Cassa was getrouwd met de Duitse Hertha Anne Klara Gerber. Samen kregen zij één dochter. Een jaar voor Cassa's dood scheidden beide echtelieden.